# The Ginger Cat
The Ginger Cat ist eine unveröffentlichte Kurzgeschichte des britischen Schriftstellers Roald Dahl (1916–1990), die etwa 1945 entstanden ist.

## Handlung
Ein deutsches Bombenflugzeug landet im Zweiten Weltkrieg unerwartet auf dem Flugplatz des griechischen Ortes Eleusis (heute Vorort von Athen). Der befehlshabende Offizier Monkey nähert sich vorsichtig der Maschine. Monkey schaut zum Cockpit hinauf und öffnet die Einstiegluke. In diesem Augenblick springt eine fuchsrote Katze (ginger cat) heraus und erschreckt ihn. Ohne ihn wahrzunehmen, geht sie langsam weg und spaziert mit aufgestelltem Schwanz und auf den Boden gerichteten Augen gemächlich und würdevoll über den Flugplatz.
Monkey und der Erzähler der Geschichte betreten nervös das Bombenflugzeug. Sie entdecken, dass der Funker, der Pilot und der zuständige Mann für den Bombenabwurf tot sind, der Heckschütze aber noch am Leben ist. Monkey und der Erzähler bringen ihn aus dem Dornier-Flugzeug heraus und legen ihn auf den Boden. Als der Verletzte zu stöhnen anfängt und die Katze ihn hört, bleibt sie plötzlich stehen. Dann dreht sie sich um und beginnt langsam und anmutig zu ihm zurückzugehen. Beim Annähern der Katze beginnt der Deutsche sich zu winden und zu schreien. Die Katze lässt beim Gehen die ganze Zeit ihre Augen nicht von ihm ab und bleibt in etwa zwei Metern Entfernung vor dem Mann stehen. Dann geht sie in die Hocke und mit allen vier Beinen unter ihrem Körper und schwingendem Schwanz starrt sie ihn die ganze Zeit an. Wie eine Art übernatürlicher Richter bringt sie dem Heckschützen den Tod. Sein Gesicht wird so weiß wie die Gesichter der drei anderen Männer im Flugzeug und seine offenen Augen schauen zum Himmel hinauf.